# Иоанн (Буга-богатырь)
Иоанн (до принятия христианской веры Буга-богатырь) — местночтимый, неканонизованный праведник устюжский. 
По известиям позднейших местных летописей татарин Буга-богатырь был во второй половине ХІII века сборщиком ясака в городе Устюге.
В 1262 году во многих городах Северной Руси народ начал восставать против татар. Такое же восстание готовилось и в Устюге. Но одна русская девушка, насильно захваченная Бугой, предупредила его, что готовится избиение татар. Тогда Буга ударил на вече устюжанам челом, прося прощения за свои прежние обиды и насилия, и изъявил желание принять христианскую веру. Это спасло его от верной гибели. В благодарность Буга, принявший в крещении имя Иоанна, женился на девушке, его спасшей.
С этого времени Иоанн начал вести жизнь набожную и добродетельную, так что приобрел при жизни всеобщую любовь сограждан, а по смерти славу праведника, каковым он называется в рукописных святцах; память о нем по сей день жива в Великом Устюге.
Вместе с своей супругой Иоанн похоронен у церкви Вознесения на посаде.